# Чемпионство WWE среди женщин (1956—2010)
Эта статья об упразднёном чемпионстве WWE среди женщин (1956—2010) годов. Истории современных одиночных женских чемпионатов см. Чемпион WWE Raw среди женщин и Чемпион WWE SmackDown среди женщин.
Чемпионство WWE среди женщин (англ. WWE Women's Championship) — упраздненный женский чемпионский титул в реслинге, продвигавшийся World Wrestling Entertainment (CWC, WWWF, WWF, ныне WWE). История женского чемпионата от WWE началась 18 сентября 1956 года, когда Невероятная Мула стала чемпионкой мира NWA. WWE как современный промоушен тогда ещё не существовал, и был частью альянса National Wrestling Alliance как Capitol Wrestling Corporation. Промоушен не создавал свой собственный женский чемпионат до 1984 года так как Невероятная Мула ставшая чемпионкой мира NWA числилась первой чемпионкой WWWF. WWE учитывают становление своего чемпионата с 1956 года и не признают никаких изменений чемпионок с момента, когда Мула стала чемпионкой в 1956 году, и вплоть до 1984 года когда Мула проиграла чемпионство. Этот факт делал женский чемпионат старейшим в истории из когда либо существовавших у World Wrestling Entertainment вплоть до его упразднения в 2010 году и объединения с чемпионатом Див. Последней чемпионкой была Лейла.
В 2016 году был создан новый женский чемпионат WWE (на текущее время женский чемпионат WWE Raw), новый чемпионат хоть и имел такое же название как и оригинальный, но история титула начата заново.

## История создания
[[Файл:Fabulous Moolah World Champ - Heavyweight Wrestling - 31 August 1970 (cropped).jpg|thumb|слева|200px|alt=|

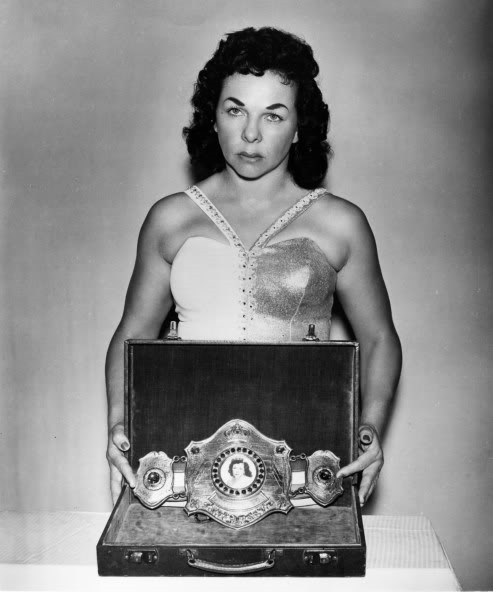
Center|Первая и самая длительная чемпионка WWF. В совокупности всех признанных чемпионств WWE 29 лет, 6 месяцев, Невероятная Мула

18 сентября 1956 года Невероятная Мула стала третьей в истории чемпионкой мира NWA. В то время WWE ещё не существовала тем промоушеном который есть сейчас, до 1963 года это была Capitol Wrestling Corporation, когда компания была преобразована во World Wide Wrestling Federation (WWWF). Мула, купившая права на чемпионат в 1970-х годах, защищала его как чемпионка мира NWA вплоть до 19 мая 1984 года; к этому времени WWWF была переименована во World Wrestling Federation (WWF). В 1983 году WWF вышли из состава National Wrestling Alliance, а в 1984 году Мула продала свои права на чемпионат WWF и была признана чемпионкой WWF. История чемпионства продолжилось у WWF под новым названием, а Мула была действующей чемпионкой. Так как WWF признавали чемпионат мира NWA у себя начиная с 18 сентября 1956 года, то её история, чемпионства признана WWE начинается с того момента, когда она впервые стала чемпионом в 1956 году. Две предыдущие чемпионка мира NWA и смена владельца титула с 1956 по 1984 годы не признаются WWE. Официальный проигрыш титула Мулой признается 23 июля 1984 года. Несмотря на это NWA считают другое количество чемпионств и другие временные интервалы у Мулы. В результате первое чемпионство Невероятной Мулы числится почти в 3 десятилетия.
В 1990 году женский чемпионат был упразднён после того, как Рокин Робин покинула компанию в статусе чемпионки. Спустя почти три года, в декабре 1993 года, чемпионат был восстановлен, а победившая в турнире Алундра Блейз за вакантный женский титул стала чемпионкой. Спустя два года чемпионат снова был упразднён, когда Блейз в статусе трехкратной чемпионки ушла из WWE подписав контракт с WCW. Блейз, как Мадуса, появилась на одном из выпусков WCW Monday Nitro в 1995 году и выбросила чемпионский пояс в мусорное ведро, который все ещё был в её распоряжении. (В 2015 году во время своей речи на вступлении в Зал славы WWE, она вернула титул.) Спустя ещё три года женский чемпионат был снова возрождён, 15 сентября 1998 года, когда Жаклин победила Сэйбл за вакантный титул и стала новой чемпионкой.
После изменения названия компании в 2002 году c WWF на WWE чемпионат был впоследствии так же переименован и назван чемпионатом WWE среди женщин. С разделением брендов в марте 2002 года женский чемпионат первоначально защищался как на бренде Raw, так и на SmackDown, в то время как большинство титулов были эксклюзивными для своего бренда. В сентябре женский чемпионат стал эксклюзивным только для бренда Raw. Женский чемпионат оставался единственным чемпионатом, оспариваемым женщинами, до 4 июля 2008 года, когда аналог чемпионата, названный чемпионатом WWE среди Див, был создан для бренда SmackDown. 13 апреля 2009 года женский чемпионат стал эксклюзивным для бренда SmackDown, когда действующая чемпионка Мелина была задрафтована из Raw в SmackDown во время драфта WWE 2009 года, чтобы заменить действующую чемпионку WWE среди Див Марис, которая была задрафтована в Raw.
Женский чемпионат был объединен с чемпионатом WWE среди Див в матче с «дровосеками» на Night of Champions (2010) в сентябре 2010 года. После этого титул Див (стал называться объединённое чемпионство WWE среди див) и стал доступным для обоих брендов WWE. Женский чемпионат же был окончательно упразднён, а титулу Див в скором времени вернули прежнее название.
3 апреля 2016 года на Рестлмании 32 был представлен новый женский чемпионат WWE (на текущее время женский чемпионат WWE Raw), который заменил собой упразднённый чемпионат Див. Новый титул начал новую историю женского чемпионства не неся в себе не историю Див, ни оригинального женского чемпионата, хотя признан WWE как продолжение женского чемпионского первенства.

## Турнир чемпионата

### Таблица турнира за титул чемпиона WWF среди женщин
Турнир среди женщин проходил для выявления новой чемпионки WWF так как титул был восстановлен, после упразднения и трех лет неиспользования.
|  | Четвертьфиналы | Четвертьфиналы         | Четвертьфиналы       |                  |             | Полуфиналы           | Полуфиналы       | Полуфиналы |  |  | Финал                  | Финал         | Финал     | Финал | Финал |
|  |                |                        |                      |                  |             |                      |                  |            |  |  |                        |               |           |       |       |
|  |                |                        |                      |                  |             |                      |                  |            |  |  |                        |               |           |       |       |
|  |                |                        |                      |                  |             |                      |                  |            |  |  |                        |               |           |       |       |
|  |                | Флаг Италии · Флаг США | Аландра Блейз        | Проходит в финал |             |                      |                  |            |  |  |                        |               |           |       |       |
|  |                |                        |                      |                  |             |                      |                  |            |  |  |                        |               |           |       |       |
|  |                | Флаг США               | Эллисон Роял         | Удержание        |             |                      |                  |            |  |  |                        |               |           |       |       |
|  |                | Флаг США               | Эллисон Роял         | Удержание        |             |                      |                  |            |  |  |                        |               |           |       |       |
|  |                |                        |                      |                  |             |                      |                  |            |  |  |                        |               |           |       |       |
|  |                |                        |                      |                  |             |                      |                  |            |  |  |                        |               |           |       |       |
|  |                |                        |                      |                  |             |                      |                  |            |  |  | Флаг Италии · Флаг США | Аландра Блейз | Чемпионка |       |       |
|  |                |                        | Флаг США             | Хайди Ли Морган  | Удержание   |                      |                  |            |  |  |                        |               |           |       |       |
|  | Флаг США       | Хайди Ли Морган        | Проходит в полуфинал |                  |             |                      |                  |            |  |  |                        |               |           |       |       |
|  | Флаг США       | Черная Венера          | Удержание            |                  |             |                      |                  |            |  |  |                        |               |           |       |       |
|  | Флаг США       | Черная Венера          | Удержание            |                  | Флаг США    | Хайди Ли Морган      | Проходит в финал |            |  |  |                        |               |           |       |       |
|  |                |                        |                      |                  | Флаг США    | Хайди Ли Морган      | Проходит в финал |            |  |  |                        |               |           |       |       |
|  |                | Флаг США               | Русти Томас          | Удержание        |             |                      |                  |            |  |  |                        |               |           |       |       |
|  | Флаг США       | Флаг США               | Русти Томас          | Удержание        | Русти Томас | Проходит в полуфинал |                  |            |  |  |                        |               |           |       |       |
|  | Флаг США       |                        |                      |                  | Русти Томас | Проходит в полуфинал |                  |            |  |  |                        |               |           |       |       |
|  |                | Энджи Марино           | Удержание            |                  |             |                      |                  |            |  |  |                        |               |           |       |       |

- Блайз и Роял стартовали в турнире сразу с полуфинала, а победительница матча сразу выходила на поединок в финале за чемпионство[1].

## История титула

### История чемпионата на брендах
| Дата перехода         | Бренд     | Примечания |
| --------------------- | --------- | --- |
| 23 сентября 2002 года | Raw       | Чемпионат стал эксклюзивным для Raw но с периодичностью защищался и на SmackDown и какое то время был единственным женским чемпионатом |
| 13 апреля 2009 года   | SmackDown | Чемпионка WWE Мелина была отобрана на SmackDown, а Чемпионка WWE среди Див Марис - на Raw |
| 19 сентября 2010 года | N/A       | На шоу Night of Champions (2010), Маккул объединила Чемпионат WWE среди Див с женским чемпионатом WWE. Женский Чемпионат был упразднён, а Чемпионат Див какое то время носил название Объединённый чемпионат WWE среди див и стал защищаться на любом бренде |

## Статистика

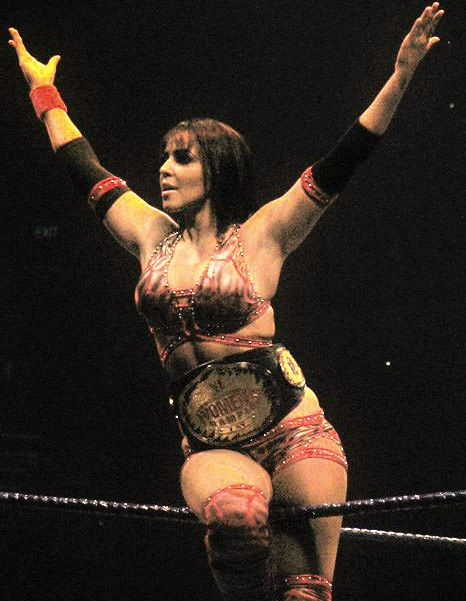
Center|Последняя чемпионка,
Лейла

[[Файл:Layla WWE Women's Champion 2010.jpg|right|thumb|200px|
| Рекорд                             | Обладатель       | Значение    | Примечания |
| ---------------------------------- | ---------------- | ----------- | --- |
| Наибольшее количество тайтл-рейнов | Триш Стратус     | 7 раз       | За Триш Стратус официально признано наибольшее количество чемпионств. После выхода WWE из NWA и получение прав на чемпионство, учитываются не все смены у Невероятной Мулы. Из за разногласия между WWE из NWA в этом вопросе, её 8 чемпионств не учитываются не теми не другими. |
| Самое длительное чемпионство       | Невероятная Мула | 10 170 дней | Согласно статистики NWA 3651 день, WWE не признаёт несколько смен чемпионства проходившее в NWA в период с 1956 по 1984 годы. |
| Самое короткое чемпионство         | Микки Джеймс     | <1 часа     | После победы, бывшая чемпионка Мелина получила матч реванш в следующем бою, так как в матче с тройной угрозой Микки Джеймс удержала не её |
| Самый возрастной чемпион           | Невероятная Мула | 76 лет      | 8-е непризнанное и 4-е как признаётся WWE Мула завоевала в возрасте 76 лет при помощи Мэй Янг на No Mercy (1999). |
| Самый молодой чемпион              | Венди Рихтер     | 22 год      | Официально отобрала пояс у Невероятной Мулы, смена чемпионства которое признано WWE как первое. |
| Самый тяжёлый чемпион              | Берта Фэй        | 120 кг      | Отобрала чемпионство у Аландры Блейз, через 57 дней ей же его и проиграла. Харви Уиплмэном вмешался в поединок, что позволило Блайз одержать победу. |
| Самый лёгкий чемпион               | Мисс Китти       | 48 кг       | Выиграла титул на Armageddon (1999), Невероятная Мула и Мэй Янг были специально приглашёнными рефери. Проиграла Харвине в матче с дровосеками. Харви Уиплмэном был одет как женщина и это единственный раз когда WWE признают женское чемпиоство за мужчиной.                     |

## Действующий чемпион
В настоящее время чемпионство упразднёно

### Комментарии
1. ↑  После выхода WWE из NWA и получение прав на чемпионство, учитываются не все смены у Мулу. Из за разногласия между WWE из NWA в этом вопросе, её 8 чемпионств не учитываются не теми не другими
2. ↑  Мула первая чемпионка от WWF, от NWA первой чемпионкой была Милдред Берк завоевавшая чемпионство в 1937 году
3. ↑  Согласно статистике NWA 3651 день, WWE не признаёт несколько смен чемпионства проходившее в NWA в период с 1956 по 1984 годы

1. ↑  Такое название было весьма недолгим. Позже слово объединённое убрали и чемпионат стал носить прежнее название Чемпионат WWE среди Див.